# Monaeses tuberculatus
Monaeses tuberculatus là một loài nhện trong họ Thomisidae.
Loài này thuộc chi Monaeses. Monaeses tuberculatus được Tord Tamerlan Teodor Thorell miêu tả năm 1895.